# Kot balijski
Kot balijski (potocznie balijczyk) – rasa kota, pochodząca ze Stanów Zjednoczonych, powstała przez przypadek, najprawdopodobniej w wyniku mutacji w miotach kotów syjamskich, od których odróżnia je półdługowłosa sierść. Przedstawiciele tej rasy charakteryzują się zamiłowaniem do zabaw oraz przywiązaniem do właściciela. Ich nazwa pochodzi od tancerek z indonezyjskiej wyspy Bali, które poruszają się równie płynnie i wdzięcznie jak te koty.

## Historia

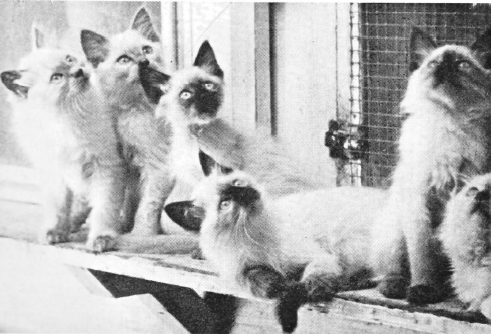
Kocięta balijskie z hodowli Sylvii Holland

Istnieją dwie teorie tłumaczące pochodzenie kota balijskiego. Pierwsza z nich zakłada, że jest to wynik naturalnej mutacji w genotypie syjamów, gdyż pojedyncze długowłose osobniki pojawiały się sporadycznie w miotach tej rasy od wielu stuleci. Początkowo jednak kocięta z długim futrem były niepożądane, gdyż hodowcy uważali, że zaprzecza to czystości krwi w danej hodowli. Zaczęli oni nawet zatajać obecność w ich miotach odmiennych osobników w obawie przed trudnościami z zarejestrowaniem hodowli, przez co do dzisiaj trudno jest ustalić skąd rzeczywiście pochodzi gen odpowiadający za długie futro. 
Druga z teorii bazuje na przypadkowej depopulacji zwierząt domowych jaka miała miejsce po II wojnie światowej. Wtedy też znaczna część hodowców zaczęła krzyżować koty syjamskie z przedstawicielami innych ras w celu powiększenia populacji, co mogło spowodować wyeksponowanie recesywnego allelu genu odpowiedzialnego za długą sierść. Od 1900 roku długowłose osobniki zaczęły coraz częściej pojawiać się w miotach, natomiast w XX wieku (w latach 40. lub 50.) podjęto decyzję o wyodrębnieniu ich jako oddzielnej rasy.
Pionierkami w hodowli kotów balijskich były panie Marison Dorsey (z hodowli Rai-Mar w Kalifornii) oraz Helen Smith (z hodowli Merry Mews w Nowym Jorku). W latach 50. i 60. XX wieku podjęły one intensywną pracę nad powiększeniem populacji tych kotów, a także oficjalnym uznaniem nowej rasy. W 1956 roku zaprezentowały koty balijskie na dwóch wystawach. Helen Smith zadebiutowała z balijczykami na wystawie organizowanej w Nowym Jorku przez klub członkowski The Cat Fanciers’ Association (CFA) – Empire Cat Club. Marison Dorsey natomiast wystąpiła w Glendale w Kalifornii na wystawie CFF, a w 1958 roku sprzedała jednego ze swoich kotów (o imieniu Rai-Mar’s Sputnik of Holland’s farm) brytyjskiej hodowczyni syjamów Sylvii Holland (z hodowli Holland’s farm w Kalifornii), która rok później odkupiła od niej całą hodowlę Rai-Mar i kontynuowała pracę nad rozwojem kotów balijskich. Syjamy z jej pierwotnej hodowli stały się przodkami większości współczesnych balijczyków.
Do roku 1965 większość amerykańskich organizacji felinologicznych (poza The Cat Fanciers’ Association, które dokonało tego pięć lat później) uznała i zarejestrowała kota balijskiego jako nową rasę. W tym samym roku The Balinese Breeders and Fans of America (stowarzyszenie powstałe w latach 60. XX wieku, mające na celu wspieranie rozwoju balijczyków) ustanowiło pierwszy standard kota balijskiego, który w późniejszym czasie dwukrotnie modyfikowano (w 1967 oraz 1970 roku). Pierwszymi grand championami tej rasy zostały: kotka o imieniu BW Gaynell’s Tanisha of Die Lilo oraz kocur BW Gaynell’s Spartacus, który pochodził z hodowli Sylvii Holland, jednak wyróżnienie to otrzymał już po jej śmierci, w latach 1973–1974. 
W latach 70. XX wieku koty balijskie za sprawą licznych wystaw, w trakcie których zdobywały wiele nagród, stały się popularne. Wtedy też nastąpił rozłam wśród hodowców, gdyż część z nich zaproponowała rozszerzenie kolorystyki tej rasy, co było niezgodne z zaleceniami CFA, które akceptowało jedynie cztery odmiany barwne point. Mimo tego, zaczęto krzyżować koty balijskie z syjamami w „nowych” kolorach, które wówczas również nie były oficjalnie uznane przez The Cat Fanciers’ Association. Z tego powodu w 1979 roku CAF, w celu zapobiegnięcia utraty statusu „czystej krwi” przez balijczyki, stworzyło nową rasę kota jawajskiego, który był połączeniem kota balijskiego i krótkowłosego colourpointa. Decyzja ta wprowadziła zamieszanie wśród hodowców, gdyż powszechnie mianem tym określano orientalne koty długowłose. W dzisiejszych czasach wszystkie osobniki o długiej sierści i ubarwieniu point w typie syjama są określane jako kot balijski, bez względu na kolorystykę futra.
W latach 80. XX wieku kwestią sporną wśród hodowców stały się kształt głowy oraz futro kota balijskiego. Okazało się, że w obrębie rasy oba te elementy nie są ujednolicone. Niektóre osobniki miały głowę zaokrągloną, inne zaś w formie wydłużonego klina. Różnice pojawiały się także w długości i jakości sierści. W związku z tym hodowczyni Leslie Lamb opracowała program hodowlany dotyczący kształtu czaszki balijczyków, natomiast równolegle nad poprawą kwestii futra pracowała Nellie Sparrow, która zdecydowała się na krzyżowanie kotów balijskich z kotami syjamskimi o sierści nieco dłuższej, niż zakładał to standard. Ich prace nie przyniosły jednak oczekiwanych efektów, wskutek czego popularność tej rasy na wystawach spadła. Trudną ówcześnie sytuację tych kotów udało się poprawić za sprawą wyhodowanej przez Bobby Short linii kotów o nazwie Balik, która była bardzo dobrze oceniana w trakcie wystaw. W XXI wieku, w wyniku wielu prac hodowlanych, udało się uzyskać bardziej jednorodną formę kotów balijskich, jednak nadal nie cieszą się one tak dużą popularnością jak w latach 70. XX wieku. 
Koty balijskie w Europie pojawiły się dopiero w 1973 roku za sprawą Sandry Birch, która sprowadziła niebieskiego pointa, championa amerykańskiego o imieniu Verdes Blue Warrior of Davina oraz jego córkę Davina’s Chocolate Gem do Wielkiej Brytanii. Hodowczyni ta, z pomocą Margaret Manolson (która później stworzyła słynną linię balijczyków o nazwie Cheldene), rozsławiły tę amerykańską rasę na Wyspach Brytyjskich i w efekcie w 1986 roku brytyjskie stowarzyszenie The Governing Council of the Cat Fancy (GCCF) oficjalnie uznało balijczyków i nadało im status championa. Kot balijski po raz pierwszy uzyskał status grand championa w Wielkiej Brytanii w sezonie 1989/1990.

## Wygląd

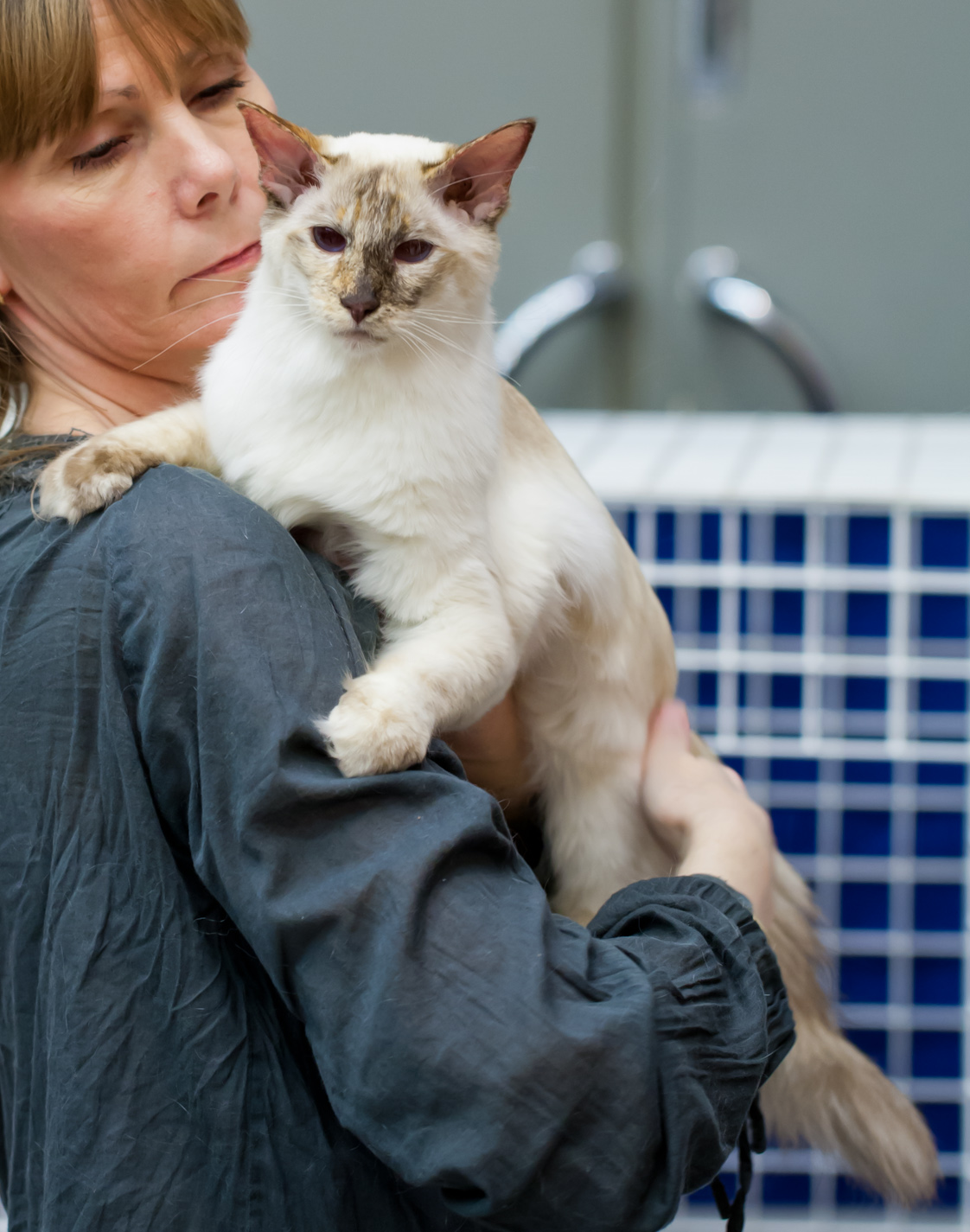
Kot balijski o umaszczeniu czekoladowy point

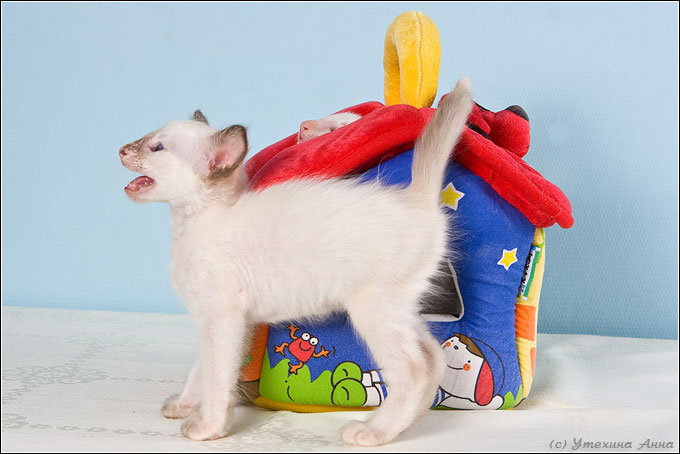
Kocię kota balijskiego

Budowa ogólnaKot balijski zaliczany jest do kotów średnich, waży od 2 do 4 kg (kotki 2–3 kg, kocury 3–4 kg). Jego ciało jest długie, smukłe i zgrabne, choć jednocześnie muskularne. Tułów jest walcowaty, natomiast klatka piersiowa i ramiona powinny być węższe niż biodra.
GłowaŚrednia, w kształcie długiego klina, przy czym klin przebiega w linii prostej od nosa do końców uszu. Nos prosty i długi. Profil wypukły, lekko zakrzywiony z wyraźnie zaznaczonym podbródkiem i płaskim czołem. Do cech niepożądanych zalicza się zbyt szeroką mordkę oraz występowanie zagłębienia nad poduszeczkami z wibrysami, zwane „pinchem”.
UszyDuże, otwarte z szeroką podstawą.
OczyŚredniej wielkości, o kształcie migdału. Odległość pomiędzy nimi nie może być mniejsza niż szerokość oka. Ustawione są lekko skośnie, lecz w harmonii z kształtem klina głowy. Warunkiem koniecznym jest ich niebieska barwa.
NogiDługie i smukłe (przy czym tylne są nieco dłuższe od przednich), zakończone małymi, delikatnymi i owalnymi łapami.
OgonDługi, cienki i spiczasto zakończony. Ze względu na to, że jest pokryty długim i jedwabistym futrem, przypomina pióropusz.
Futro i umaszczenieFutro kota balijskiego jest średniej długości, jedwabiste i pozbawione podszerstka. W przeciwieństwie do innych kotów półdługowłosych nie jest ono gęste. Sierść jest krótka na barkach, szyi i grzebiecie, natomiast dłuższa na bokach i brzuchu. Jedynym dopuszczalnym typem umaszczenia dla tej rasy jest syjamski point, który charakteryzuje się znaczeniami na masce, uszach, ogonie i nogach. Warunkiem koniecznym jest, by kontrast pomiędzy korpusem a znaczeniami był wyraźnie widoczny. Należy brać pod uwagę, że kocięta rodzą się całkiem białe, a umaszczenie w pełni rozwija się dopiero u dorosłych osobników. Na wystawach uznawane są jedynie cztery odmiany kolorystyczne kota balijskiego: point seal, point niebieski, point czekolada oraz point liliowy. W praktyce hoduje się je jednak we wszystkich uznanych odmianach barwnych kotów syjamskich.

## Charakter
Kot balijski jest bardzo inteligentny i uczuciowy, łatwo przywiązuje się do człowieka i stale potrzebuje jego bliskości, ponadto często bardzo głośno domaga się uwagi. Łatwo wchodzi w interakcję z innymi zwierzętami. Jest aktywny, uwielbia zabawę, szybko się uczy (np. aportować). Zaniedbywany potrafi narobić w domu szkód. 

## Zdrowie i pielęgnacja
Przedstawiciele tej rasy dożywają około 13–15 lat. Ich sierść nie wymaga specjalistycznej pielęgnacji. Rzadko ją gubią, a do utrzymania jej zdrowego wyglądu wymagają jedynie szczotkowania raz w tygodniu. W ramach doskonalenia i zachowania standardu w wyglądzie kota balijskiego zaleca się raz na jakiś czas krzyżowanie go z kotem syjamskim, uzyskany w ten sposób miot ma dziedziczne skłonności do długiej sierści, co ma dużą wartość w hodowli tej rasy. 